# Джонни Эйнджел
«Джонни Эйнджел» (англ. Johnny Angel) — фильм нуар режиссёра Эдвина Л. Марина, вышедший на экраны в 1945 году.
Фильм поставлен по истории с продолжением Чарльза Гордона Бута «Мистер Эйнджел поднимается на борт», которая была опубликована в еженедельном журнале Liberty в период с 22 января по 4 марта 1944 года. Фильм рассказывает историю морского капитана из Нового Орлеана Джонни Эйнджела (Джордж Рафт), который расследует сначала исчезновение, а затем и убийство своего отца-капитана и всей его команды, раскрывая группу преступников, похитивших с корабля отца золотые слитки на сумму пять миллионов долларов.
Наряду с такими картинами, как «Паника на улицах» (1950), «Стальная ловушка» (1952) и «Ночной кошмар» (1956) этот фильм относится к немногочисленной группе фильмов нуар, действие которых происходит в Новом Орлеане.

## Сюжет
В Мексиканском заливе капитан торгового корабля Джонни Эйнджел (Джордж Рафт) натыкается в тумане на опустевшее судно, капитаном которого служит его отец. Джонни отдаёт приказ отбуксировать судно в Новый Орлеан, и после прибытия в порт направляется к своему шефу, владельцу судоходной компании Джорджу «Гасти» Густафсону (Марвин Миллер). Безвольным Гасти фактически руководят две женщины — его жена, бывшая певица из ночного клуба Лайла (Клер Тревор), и его властная секретарша мисс Драмм (Маргарет Вичерли), которая когда-то была няней Гасти и с тех пор не расстаётся с ним. Гасти выражает сочувствие Джонни по случаю исчезновения его отца, однако торопится отправить его в очередной рейс, чтобы тот вернулся уже после завершения расследования. Видя, что Гасти не заинтересован разбираться в этом деле, Джонни решает заняться им самостоятельно. С согласия руководства порта он поднимается на корабль отца, где при доскональном осмотре находит обрывок французской газеты и женскую туфлю. Охранник в порту говорит Джонни, что за время стоянки с корабля никто не спускался, кроме молодой женщины в плаще, лица которой он не разглядел.
Таксист Селестиал О’Брайен (Хоуги Кармайкл), с которым Джонни знакомится в порту, соглашается помочь ему объехать заведения Французского квартала в поисках таинственной женщины. Наконец, в одном из баров Джонни удаётся найти недавно приехавшую француженку, которая, как он подозревает, была на борту корабля его отца. Она представляется как Полетт Жирар (Сигне Хассо), однако когда Джонни начинает её жёстко допрашивать, девушка от страха убегает в свою комнату. Последовав за Полетт, Джонни примеряет ей на ногу найденную туфлю, которая подходит идеально. В этот момент в комнате появляется охранник, требующий, чтобы Джонни удалился. Когда между мужчинами начинается драка, Полетт подхватывает свой чемодан и убегает, выронив страницу из телефонной книги с выделенным на ней адресом клуба «Джуэл бокс». Прибыв туда в поисках Полетт, Джонни встречает Лайлу Густафсон, которая сидит за столиком вместе с владельцем клуба Сэмом Джуэллом (Лоуэлл Гилмор). После ухода Сэма Лайла, которая давно влюблена в Джонни, говорит, что для счастья ей нужны две вещи — он и деньги. Браком же с богатым Гасти она не довольна. После её ухода Джонни выходит на балкон, где видит, как Полетт приближается к клубу, и в этот момент в неё кто-то стреляет. Девушка успевает спрятаться в пустом магазинчике, после чего следует ещё несколько выстрелов. Джонни бросается на помощь, однако в магазине преступник бьёт капитана по голове, после чего успевает скрыться. Полиция и Сэм приводят Джонни в чувства, однако Полетт он не может найти, так как Селестиал уже увёз её в безопасное место в пансион своего кузена.
На следующее утро, когда Селестиал привозит Джонни к Полетт, капитан снова начинает жёстко расспрашивать девушку о том, жив ли её отец и что произошло на корабле. От страха девушка боится что-либо сказать, тогда Джонни меняет интонацию и мягким тёплым голосом приглашает её на прогулку по своим родным местам в Новом Орлеане. На природе Полетт немного успокаивается и проникается доверием к Джонни. В конце концов, она рассказывает капитану всё, что ей известно. Полетт сообщает, что корабль Эйнджела-старшего перевозил золотые слитки на сумму пять миллионов долларов. Это было французское золото, которое было передано на сохранение её отцу в Касабланке. Золото у отца украли, а его самого убили, подставив как виновника ограбления. Полетт узнала, что золото собираются переправить в Америку, и решила проследить за ним, чтобы очистить имя отца. В порту она нашла капитана корабля, которым оказался Эйнджел-старший, хороший друг её отца, который согласился взять её на корабль и пообещал помочь с получением въездных документов в Америку. Когда корабль вошёл в Мексиканский залив, трое бандитов из числа команды, которыми руководил скрывавший своё лицо пассажир, перебили всю команду, включая отца. Спрятавшись в своей каюте, Полетт подслушала, как бандиты говорили о том, что Пол Джуэлл, брат Сэма, планирует доставить золото на берег на борту собственного корабля «Дельфин». Преследуемая одним из бандитов, Полетт имитировала падение за борт, спрятавшись под брезентом в спасательной шлюпке. Оттуда она видела, как грабители перегрузили золото на «Дельфин», выбросили за борт всех убитых и открыли кингстоны, чтобы затопить корабль Эйнджела-старшего. После чего таинственный пассажир застрелил всех своих сообщников, включая Сэма Джуэлла. Полетт остановила поступление воды в трюм и стала дожидаться помощи. Она так и не видела лица неизвестного пассажира, но, как полагает Джонни, он точно видел её и потому попытался убить. Когда Полетт заканчивает свой рассказ, Джонни чувствует, что влюбился в девушку, и целует её. Он просит её оставаться в комнате, обещая раскрыть это преступление. В порту он выясняет, что «Дельфин» оформлен на имя Пола и Сэма Джуэлов. Затем Джонни направляется в офис компании, где, несмотря на его возражения, Гасти приказывает ему немедленно выходить в море. Однако мисс Драмм устраивает дело так, чтобы груз доставил другой корабль, а Джонни мог бы продолжить расследование. Вечером Джонни встречается за ужином с Лайлой и под видом того, что ревнует её к Сэму, спрашивает о «Дельфине». Лайла намекает ему, что в её руках находится золото на огромную сумму, которое не имеет отношения к фирме Гасти. Однако она не успевает посвятить Джонни в подробности, так как в зале неожиданно появляется Гасти в сопровождении мисс Драмм. Капитан вынужден незаметно удалиться, а после того, как Лайла провожает мужа в командировку, он встречается с ней у неё дома. Лайла упрекает Джонни в том, что его интересуют только деньги и требует от него любви. Когда же он пытается обнять Лайлу, в комнату неожиданно входит Гасти и, говоря, что всегда ненавидел Джонни, увольняет его.
Тем временем двое подручных Сэма находят Полетт и, представившись друзьями Джонни, доставляют её в «Джуэл бокс». Это видит Селестиал, который дежурит у входа в клуб, немедленно сообщая об этом Джонни. Тем временем Сэм в своём кабинете допрашивает Полетт, которая проговаривается, что его брата Пола убили, и значит ей известно о том, что золото перегрузили на «Дельфин». Поняв, что она знает слишком много, Сэм решает от неё избавиться и выводит на балкон. Однако Полетт вырывается и убегает, и в этот момент в клубе появляется Джонни, который расправляется с двумя подручными Сэма и вместе с Полетт уезжает на машине Селестиала. Тем временем в доме Густафсона Лайла, спрятав в рукав кинжал, поднимается в спальню к мужу. На следующее утро Лайла появляется на палубе корабля Джонни, говоря, что с Гасти покончено, и после поцелуя предлагает показать ему золото. Она отвозит Джонни на пустынный остров, где в гавани стоит «Дельфин», говоря, что Сэму об этом ничего не известно. Лайла предлагает Джонни перегрузить золото на свой корабль и доставить в его Рио, куда она прилетит на самолёте. Зайдя в дом на острове, Джонни опасается, что Лайла и Сэм устроили там засаду. Однако, открыв дверь, он видит в комнате Гасти с пистолетом в руке, который истекает кровью от ранений, нанесённых ему Лайлой. Гасти говорит, что это она рассказала ему о золоте и о том, как они вместе планировали похищение этого золота. Гасти говорит, что именно он был тем самым таинственным пассажиром, который руководил ограблением корабля и убийством всех членов экипажа, включая отца Джонни. Всё это он сделал, чтобы удовлетворить непомерные запросы своей жены, однако Лайла предала его. Когда Гасти наводит пистолет на Джонни, мисс Драмм входит в комнату и убивает его. Джонни возвращается к Полетт и успокаивает её, они обнимаются и целуют друг друга.

## В ролях
- Джордж Рафт — Джонни Эйнджел
- Клер Тревор — Лайла «Лайли» Густафсон
- Сигне Хассо — Полетт Жирар
- Лоуэлл Гилмор — Сэм Джуэлл
- Хоуги Кармайкл — Селестиал О’Брайен
- Марвин Миллер — Джордж «Гасти» Густафсон
- Маргарет Вичерли — мисс Драмм
- Дж. Фаррелл Макдональд — капитан Эйнджел

## Создатели фильма и исполнители главных ролей
Режиссёр фильма Эдвин Л. Марин начал работу в Голливуде в 1930-е годы, его наиболее значимыми картинами стали детектив «Этюд в багровых тонах» (1932) с Реджинальдом Оуэном в роли Холмса, рождественская сказка «Рождественский гимн» (1938), вестерн «В седле» (1944) с Джоном Уэйном, а также три вестерна с Рэндольфом Скоттом — «Город Эйбилен» (1945), «Кольт сорок пятого калибра» (1950) и «Форт Уорт» (1951). После «Джонни Эйнджела» Марин поставил с Джорджем Рафтом ещё один фильм нуар — «Ноктюрн» (1946).
Джордж Рафт достиг пика своей популярности в кино в 1930-е годы, когда снялся в таких гангстерских фильмах и фильмах нуар, как «Лицо со шрамом» (1932), «Стеклянный ключ» (1935), «Ты и я» (1938), «Каждое утро я умираю» (1939) и «Они ехали ночью» (1940). Однако, как отмечает историк кино Джереми Арнольд, «к середине 1940-х годов общественное восприятие Рафта как гангстера и бандита потянуло его карьеру вниз». Этому во многом способствовала близость Рафта с известным мафиози Багси Сигелом, который был его другом детства. «Когда в 1937 году Сигел переехал в Голливуд, он стал жить в доме Рафта, и между ними восстановилась их былая крепкая дружба. Они часто ходили вместе в ночные клубы и на скачки. Рафт давал Сигелу взаймы большие суммы денег и выступал в качестве посредника в его отношениях с кредиторами, что в итоге привело к тому, что Налоговое управление выдвинуло против Рафта обвинение в уклонении от уплаты налогов (Рафту удалось урегулировать эти претензии)». Позднее Рафт был одним из первых инвесторов в гостиницу Сигела «Фламинго» в Лас-Вегасе, а в 1947 году встречался с Сигелом за несколько часов до убийства последнего. В 1944 году Рафт попал в заголовки национальных газет после обвинений в шулерстве на 18 тысяч долларов при игре кости. Хотя официальные обвинения против Рафта выдвинуты не были, тем не менее, его осудила пресса, а общественность «стала презирать как настоящего гангстера». Всё это привело к тому, что на момент съёмок «Джонни Эйнджела» карьера Рафта пришла в упадок, и «он мучился с невыразительными фильмами, которые были дальним отзвуком успеха его фильмов на „Парамаунт“ в 1930-е годы, хотя даже там он так и не стал полноценной звездой». По мнению, Арнольда, Рафт был не просто посредственным актёром, но и «печально прославился плохим выбором ролей, в частности, отказавшись в 1941 году сниматься как в „Высокой Сьерре“, так и в „Мальтийском соколе“».
Роль роковой женщины в фильме играет Клер Тревор, «ключевая нуаровая актриса, которая добилась признания, играя как главных героинь, так и роковых женщин. Незадолго до того она снялась в фильме нуар „Убийство, моя милая“ (1944), а вскоре после „Джонни Эйнджела“ сыграла в таких фильмах, как „Катастрофа“ (1946) и „Грязная сделка“ (1948)». В 1949 году Тревор завоевала Оскар за лучшую роль второго плана в фильме нуар «Ки-Ларго» (1948), а в 1955 году была номинирована на Оскар за роль второго плана в фильме-катастрофе «Великий и могучий» (1954). На роль романтической героини была приглашена актриса шведского происхождения Сигне Хассо, которая в 1940 году перебралась в Голливуд, подписав контракт с RKO Pictures. Хассо дебютировала в кино в романтической комедии «Небеса могут подождать» (1943), за которой последовали роли в военной драме «Седьмой крест» (1944) и шпионском фильме нуар «Дом на 92-й улице» (1945). В дальнейшем наиболее значимыми картинами Хассо были фильм нуар «Двойная жизнь» (1947) и криминальный триллер «Кризис» (1950).

## Оценка фильма критикой

### Общая оценка фильма
Хотя студия RKO Pictures рассматривала этот фильм как работу второго порядка, он неожиданно стал хитом, принеся прибыль в 1,192,000 долларов. Тем не менее, журнал Variety оценил его достаточно негативно, назвав «очередным вкладом в, видимо, бесконечную серию произведений о морских интригах с убийством и чувственной страстью». По мнению журнала, «фильм медленный и тяжёлый, с плохим сюжетным развитием», а его персонажи «как будто сбежали из гастрольной труппы, которая ставит морские истории Джека Лондона или что-то из Хэмингуэя».
Современные киноведы оценили фильм более позитивно. В частности, Спесер Селби назвал его «стильным фильмом, который силён своим настроением и атмосферой». Дэвид Хоган охарактеризовал картину как «небольшой, но небезынтересный нуаровый детектив, в котором морской капитан расследует смерть своего отца и сталкивается со своей былой возлюбленной, которая хочет обмануть своего мужа». Журнал TimeOut обращает внимание на нуаровую атмосферу в начале фильма, когда на борту «возникающего из тумана корабля-призрака» моряки обнаруживают «пулевые отверстия, перевёрнутые стулья и разбитые фотографии, что указывает на происходившие там тревожные события». По мнению журнала, в «действительно очень нуаровом мире этого фильма… пасторальная идиллия попахивает клаустрофобией и безумием,… мужчины борются с вздымающимися тенями своих отцов, женщины опасно загадочны, а доки Нового Орлеана сияют в рассеянном свете единственного уличного фонаря».
Деннис Шварц характеризует картину как «фильм нуар с закрученным сюжетом, включающим контрабандистов и обман, действие которого происходит в слабо освещённых доках и в свингующих французских кварталах Нового Орлеана». Шварц подчёркивает, что в фильме рассказывается «знакомая нуаровая история о мести за убийство любимого человека, о роковой женщине, толкающей мужчину на преступные поступки, и о двух мужчинах, ведущих борьбу на фоне гигантских теней своих отцов». По мнению киноведа, фильм наиболее силён в те моменты, когда «целеустремлённый Рафт рыщет по ночным точкам Французских кварталов», пытаясь выяснить обстоятельства исчезновения своего отца. «Эти сцены были сняты в богатом нуаровом тёмном стиле оператором Гарольдом Дж. Уайлдом, задавая фильму угрожающее настроение». Шварц обращает внимание на то, что «Рафт придаёт истории необходимую энергию», а Марин ставит фильм в быстром темпе, усиливая его с помощью «искусного применения нуаровых приёмов». И хотя, по мнению критика, фильму не «хватает неожиданности», тем не менее, «он оказался достаточно хорош, чтобы стать кассовым хитом». Джереми Арнольд назвал картину «неплохой, но обычной мелодрамой», которую отличают «сильная нуаровая атмосфера и впечатляющая операторская работа Гарри Уайлда», а Майкл Кини обращает внимание на то, что в фильме «слишком много разговоров в промежутке между драками, и слишком много женщин бросается Рафту на шею».

### Оценка работы режиссёра и творческой группы
Специалисты в целом позитивно оценили работу режиссёра, в частности, Дэвид Хоган отметил, что «квалифицированный режиссёр Эдвард Л. Марин удачно сработался с Рафтом, негибким, но захватывающим актёром, который специализировался на прямолинейной мелодраме и редко работал в нуаре». Алан Силвер обратил внимание на операторскую работу Гарри Уайлда, «следовавшего традиции Николаса Мусураки, который был образцом экспрессионизма на студии РКО». Экспрессионистский стиль картины «наиболее примечателен при передаче угрожающей атмосферы ночного рейда Рафта по переулкам Нового Орлеана».
По мнению Variety, Рафт выступает в этой картине «в своём неизменном образе враждебно настроенного парня, который умеет управляться со своими кулаками и дамочками». Большинство современных специалистов неоднозначно восприняло игру как Рафта, так и Хассо, более позитивно оценив работу Тревор и особенно Марвина Миллера. Эриксон отметил, что это «одна из удачных актёрских работ Рафта», а Шварц написал, что «Рафт безупречно исполняет свою фирменную роль крутого парня», на этот раз «надев новенькую форму морского капитана». Вместе с тем, по мнению Кини, «Рафт зажат, Хассо бесцветна, зато Миллер доставляет наслаждение в роли бесхребетного рогоносца». Хоган отмечает надёжность Клер Тревор как актрисы, которая в данном фильме «в свои тридцать шесть выступает как похотливая соблазнительница для подростков», а, по словам Силвера, «воплощает образ смертоносной чёрной вдовы» . На критиков большое впечатление произвела игра Марвина Миллера в роли Густафсона. В фильмах нуар «Кровавые деньги» (1947) и «Рассчитаемся после смерти» (1947) он был безжалостен и раздражителен, однако здесь он предстаёт как «мужчина-ребёнок, которого испортили его сладострастная, алчная жена и властная нянька, которая, как и следовало ожидать, убивает созданное ей чудовище». По словам Хогана, на протяжении всего фильма Миллер играл Гасти как «безнадёжного слабака, и потому неожиданное преображение его персонажа в финале потрясает и очень хорошо сыграно Миллером, который выглядит абсолютно несчастным и абсолютно безумным из-за предательства жены». Как далее пишет Хоган, Миллер «жалок, побит и отвратителен в своей собственной слабости. Весь ужас заключается в том, что он любит женщину, которая желает его смерти».